# 本多晋
本多 晋（ほんだ しん、1940年1月1日 - ）は、日本の俳優。東京都出身。希楽星所属、The ARTIST VISION講師。元東京演劇アンサンブル劇団員。特技はフォークリフト。

## 出演

### テレビドラマ

#### テレビ朝日
- 荒野の素浪人
- 未来戦隊タイムレンジャー
- 恋の奇跡
- うちの母ですが…
- 半落ち
- 松本清張 けものみち 3話
- 土曜ワイド劇場
  - 温泉若おかみの殺人推理
    - 第11作「加賀山代温泉〜東尋坊〜永平寺に殺意の哀歌…密室トリックが解く“影笛”の謎」
    - 第17作「飛騨高山〜幻の名酒連続殺人!!冷やされた死体の謎…嫁姑の推理対決!?」 - 池上酒造 番頭・岩崎耕平 役

  - おばはん刑事!流石姫子2「息子の婚約者に殺人容疑!? 天下無敵の母デカ、走る!結婚式の夜、死体が握りしめた1本の毛髪に謎が…」
  - 法医学教室の事件ファイル29「自殺した妻は翌年、夫に復讐する!?気温25℃で凍死の謎…盗撮ビデオが暴く女子大の表と裏」 - 松田 役

#### フジテレビ
- 騎馬奉行 第4話
- 危険なアネキ
- 1リットルの涙
- 海猿4話 - 徳永栄 役
- Dr.コトー診療所SP
- 離婚弁護士 最終話（2004年6月24日）
- FIRE BOYS 〜め組の大吾〜
- ビギナー
- 天体観測
- ビッグマネー!〜浮世の沙汰は株しだい〜
- 合い言葉は勇気
- 拝啓、父上様
- 愛のソレア
- 金曜エンタテイメント所轄刑事必死の捜査報告
- 新・愛の嵐
- 幸福の明日
- 金曜女のドラマスペシャル寝台特急はやぶさの女
- ハコイリムスメ!
- 顔
- 金曜プレステージひみつな奥さん3

#### 日本テレビ
- 桃太郎侍
- 天国のダイスケへ〜箱根駅伝が結んだ絆〜
- 火垂るの墓
- ボイスレコーダー
- 火曜サスペンス劇場旅行添乗員 椿春子
- ラビリンス

#### TBS
- ディア・フレンド
- 月曜ドラマスペシャル十津川警部シリーズ21
- Mの悲劇
- 渡る世間は鬼ばかり
- サラリーマン金太郎4
- こちら本池上署
- サラリーマン金太郎2
- 人間の証明
- 月曜ミステリー劇場
  - 万引きGメン二階堂雪12
  - 110番通信司令室 秋月翔子
- 愛の劇場すずがくれた音
- 広島 昭和20年8月6日
- あなたの人生お運びします
- 八甲田山
- 人生は上々だ

#### テレビ東京
- 女と愛とミステリー
  - 寝台特急八分間停車
  - 轟法律事務所 復活
  - 悪の仮面

#### NHK
- 大河ドラマ
  - 黄金の日々（1978年）第23話『西国進撃』- 僧侶
  - 北条時宗（2001年）役名なし
  - 新選組!（2004年） - 大和屋の番頭 役
  - 篤姫（2008年） - 川路聖謨 役
- 朝の連続テレビ小説
  - 純情きらり - 郵便屋 役
  - すずらん
  - こころ
  - エール
- 金曜時代劇
  - 茂七の事件簿 新ふしぎ草紙
  - 秘太刀 馬の骨
- 帰ってきたロッカーのハナコさん
- ハゲタカ
- 世直しバラエティー カンゴロンゴ

#### その他
- 変身忍者 嵐31話（MBS）
- ケータイ刑事 銭形愛24話（ビーエスアイ）

### 映画
- 東京タワー 〜オカンとボクと、時々、オトン〜
- 力道山
- スリ

### Vシネマ
- 仁義38
- ブルースの錠2
- 本気!26

### 舞台
- グスコーブドリの伝説
- 突然の陽ざし
- モダンガールズ
- 山田君、国会へ行く - タイムリーオフィス
- 木かげの家の小人たち - 東京演劇アンサンブル
- REPLAY - NAO-TA!

### テレビアニメ
- ルパン三世 (TV第1シリーズ)（1972年）
- 空手バカ一代（1973年）

### ゲーム
- 龍が如く（2005年）

### その他
- こえ・からだであそぼうワークショップ